# Le Prix de l'éternité
Pour plus de détails, voir Fiche technique et Distribution.

Le Prix de l'éternité (The Spring) est un téléfilm fantastique américain réalisé par David Jackson en 2000.

## Synopsis
Dennis Conway et son fils Brian arrivent dans une petite ville (Springville). Dennis et son fils sont surpris de n'y compter que des personnes jeunes. Il se lie d'amitié avec Gus, le mécanicien. Il découvre que celui-ci est l'ex-époux de la femme dont il est en train de tomber amoureux. Parfois, l'atmosphère de la petite ville est pesante. Dennis se sent surveillé par les autorités. Les habitants cachent un lourd secret permettant la jeunesse éternelle. Dennis est mis dans la confidence, et souhaite rester vivre dans cette ville avec son fils. Mais il est obligé de garder le silence, et on ne lui confiera pas toute la vérité.

## Fiche technique
- Réalisateur : David Jackson
- Année de production : 2000
- Durée : 89 minutes
- Format : 1,33:1, couleur
- Son : stéréo
- Dates de premières diffusions :
  -  États-Unis : 16 janvier 2000 sur NBC
  -  France : 2 février 2001 sur TF1
- Interdit aux moins de 10 ans

## Distribution
- Kyle MacLachlan (VF : Patrick Poivey) : Dennis Conway
- Joseph Cross : Nick Conway
- Alison Eastwood : Sophie Weston
- George Eads : Gus
- Aaron Pearl : Josh Gamble